# Caelius

Harta schematică a celor șapte coline ale Romei

Învecinându-se cu Colina Palatină (situată la vest) și cu Equilinul (la nord), Colina Caelius este cu deosebire notabilă pentru atmosfera sa liniștită. 

## Descriere
Încă din antichitate, dealul era foarte bine cunoscut ca zonă rezidențială și exclusivistă locuită de bogații capitalei. Via Claudia este principala arteră care traversează colina de la nord la sud (cu aproximație), secționând-o în două zone distincte. Zona de est este mult mai modernă. În vreme ce partea de vest și-a păstrat în mare parte atmosfera medievală. Ambele zone sunt „populate” de atracții arhitecturale și de vestigii arheologice, ceea ce înseamnă că turistul care explorează zona are câteva obiective serioase de descoperit: antice locașuri de cult, grădini, restaurante, vestigii arheologice.
Biserici pe Colina Caelius: Bazilica San Clemente, Bazilica Sfântul Ioan din Lateran, Biserica Santi Quattro Coronati, Biserica Santo Stefano Rotondo.
Grădini pe Colina Caelius: Grădinile Vila Celimontana
Situri istorice în apropiere de Colina Caelius: Colosseumul, Arcul lui Constantin, Circus Maximus.